# Henri L. Sudre
Henri L. Sudre, född 12 januari 1862, död 4 december 1918, var en fransk botaniker.
Auktorsnamnet Sudre kan användas för Henri L. Sudre i samband med ett vetenskapligt namn inom botaniken; se Wikipediaartiklar som länkar till auktorsnamnet.

## Publikationer (i urval)
- Excursions batologiques dans les Pyrénées : ou description et analyse des Rubus des Pyrénées francaises (1898)
- Les Hieracium du centre de la France (1902)
- Notes sur quelques "Hieracium" des Pyrénées (1902)
- "Florule Toulousaine" (1907)
- "Rubi Europae vel Monographia iconibus illustrata ruborum Europae" (1908–1913)
- Bréviaire du batalogue, ou Analyse descriptive des ronces d'Europe (1913)